# Martin Delavallée
Martin Delavallée (18 maart 2004) is een Belgisch voetballer die sinds 2022 als doelman uitkomt voor Sporting Charleroi.

## Clubcarrière
Delavalée maakte op 17 april 2022 zijn profdebuut in het shirt van Royal Excel Moeskroen: op de slotspeeldag van het seizoen 2021/22 in 1B Pro League liet trainer José Jeunechamps hem tegen Waasland-Beveren tijdens de rust invallen voor Parfait Mandanda. Het werd meteen ook zijn laatste officiële wedstrijd voor de club, want een maand later viel het doek over de club. Na het faillissement van Moeskroen vond hij al gauw onderdak bij Sporting Charleroi, waar hij in juni 2022 een contract van een jaar (met optie op een extra jaar) ondertekende.

## Clubstatistieken
| Seizoen         | Club                  | Land            | Competitie      | Competitie | Competitie | Beker | Beker | Supercup | Supercup | Europees | Europees | Totaal | Totaal |
| Seizoen         | Club                  | Land            | Competitie      | Wed.       | Dlp.       | Wed.  | Dlp.  | Wed.     | Dlp.     | Wed.     | Dlp.     | Wed.   | Dlp.   |
| --------------- | --------------------- | --------------- | --------------- | ---------- | ---------- | ----- | ----- | -------- | -------- | -------- | -------- | ------ | ------ |
| 2021/22         | Royal Excel Moeskroen | Vlag van België | Eerste klasse B | 1          | 0          | 0     | 0     | —        | —        | —        | —        | 1      | 0      |
| 2022/23         | Sporting Charleroi    | Vlag van België | Eerste klasse A | 0          | 0          | 0     | 0     | —        | —        | —        | —        | 0      | 0      |
| Carrière totaal | Carrière totaal       | Carrière totaal | Carrière totaal | 1          | 0          | 0     | 0     | 0        | 0        | 0        | 0        | 1      | 0      |

Bijgewerkt op 20 juni 2022.